# Girl Skateboards
Girl Skateboards est un équipementier spécialisé dans le commerce de matériel, de planches et d'accessoires de skateboard. Elle a été fondée en 1993 par Rick Howard, Spike Jonze, Mike Carroll et Megan Baltimore.

## Films
- Mouse
- Goldfish
- Yeah Right!